# Ctenitis hirta
Ctenitis hirta là một loài thực vật có mạch trong họ Dryopteridaceae. Loài này được (Sw.) Ching miêu tả khoa học đầu tiên năm 1940.